# Ema Abina
Ema Abina (* 18. Februar 1999 in Ljubljana) ist eine slowenische Handballspielerin.

## Karriere

### Im Verein
Ema Abina spielt für RK Krim in Slowenien. Mit Krim konnte sie von 2019 bis 2025 jedes Jahr die slowenische Meisterschaft gewinnen.

### In Auswahlmannschaften
Ema Abina steht im Aufgebot der slowenischen Nationalmannschaft. Ihr erstes großes Turnier war die Europameisterschaft 2020, wo sie mit Slowenien den 16. Platz belegte. Weiter belegte sie den 8. Platz bei der EM 2022 und den 11. Platz bei der WM 2023. 2024 stand sie im Aufgebot für die Olympischen Spiele.

## Privates
Ihre Schwester Ana Abina ist ebenfalls Handballnationalspielerin.